# Campidoglio (Baton Rouge)
Il Campidoglio di Baton Rouge, o Louisiana State Capitol, è la sede esecutiva legislativa dell'omonimo stato statunitense. Con i suoi 137 metri d'altezza e trentaquattro piani, l'edificio è il più alto edificio con questa funzione della nazione, la più alta costruzione di Baton Rouge e la settima nello Stato. È anche National Historic Landmark.

## Storia
Durante la campagna elettorale del 1928, l'aspirante governatore Huey Long propose la costruzione di un nuovo campidoglio in sostituzione del vecchio, costruito nel 1847. Dopo la sua elezione, poté incominciare anche la costruzione del nuovo edificio, che venne completato in due anni. Ma nel 1935 proprio Long trovò qui la morte, colpito dai proiettili sparatigli dal dottor Carl Weiss.